# Чикинцонот (муниципалитет)
Чикинцонот (исп. Chikindzonot) — муниципалитет в Мексике, штат Юкатан, с административным центром в одноимённом посёлке. Численность населения, по данным переписи 2010 года, составила 4162 человека.

## Общие сведения
Название Chikindzonot состоит из нескольких слов майяйского языка: Chikin — запад и Dzonot — сенот. В итоге название можно перевести как: западный сенот.
Площадь муниципалитета равна 474 км², что составляет 1,19 % от общей площади штата, а наивысшая точка — 30 метров над уровнем моря.
Он граничит с другими муниципалитетами Юкатана: на северо-западе с Чанкомом, на севере с Текомом, на востоке с Тишкакалькупулем, на западе с Пето и Яшкабой, а также на юге муниципалитет граничит с другим штатом Мексики — Кинтана-Роо.

## Учреждение и состав
Муниципалитет был образован 21 февраля 1957 года, в его состав входит 8 населённых пунктов, самые крупные из которых:
| Код INEGI                  | Населённый пункт                                                                        | Численность населения (2005 год) | Численность населения (2010 год) |
| -------------------------- | --------------------------------------------------------------------------------------- | -------------------------------- | -------------------------------- |
| 022                        | Всего                                                                                   | 4045                             | 4162                             |
| 0001                       | Чикинцонот (исп. Chikindzonot) 20°20′00″ с. ш. 88°29′11″ з. д. (административный центр) | 2607                             | 2699                             |
| 0003                       | Ичмуль (исп. Ichmul) 20°09′40″ с. ш. 88°36′34″ з. д.                                    | 893                              | 911                              |
| 0002                       | Чан-Чичимила (исп. Chan-Chichimilá) 20°23′16″ с. ш. 88°28′30″ з. д.                     | 449                              | 464                              |
| 0012                       | Чан-Санта-Мария (исп. Chan Santa María) 20°22′55″ с. ш. 88°33′28″ з. д.                 | 44                               | 49                               |
| 0023                       | Чуктейль (исп. Chucteil) 20°13′28″ с. ш. 88°32′37″ з. д.                                | 44                               | 31                               |
| Названия на карте Генштаба |                                                                                         |                                  |                                  |

## Экономика
По статистическим данным 2000 года, работоспособное население занято по секторам экономики в следующих пропорциях:
- сельское хозяйство и скотоводство — 65,6 %;
- торговля, сферы услуг и туризма — 17,4 %;
- производство и строительство — 7,3 %;
- безработные — 9,7 %.

## Инфраструктура
По статистическим данным 2010 года, инфраструктура развита следующим образом:
- электрификация: 88,1 %;
- водоснабжение: 98,5 %;
- водоотведение: 37,9 %.

## Достопримечательности
В муниципалитете можно посетить несколько церквей, сеноты и археологические памятники цивилизации майя.

## Фотографии

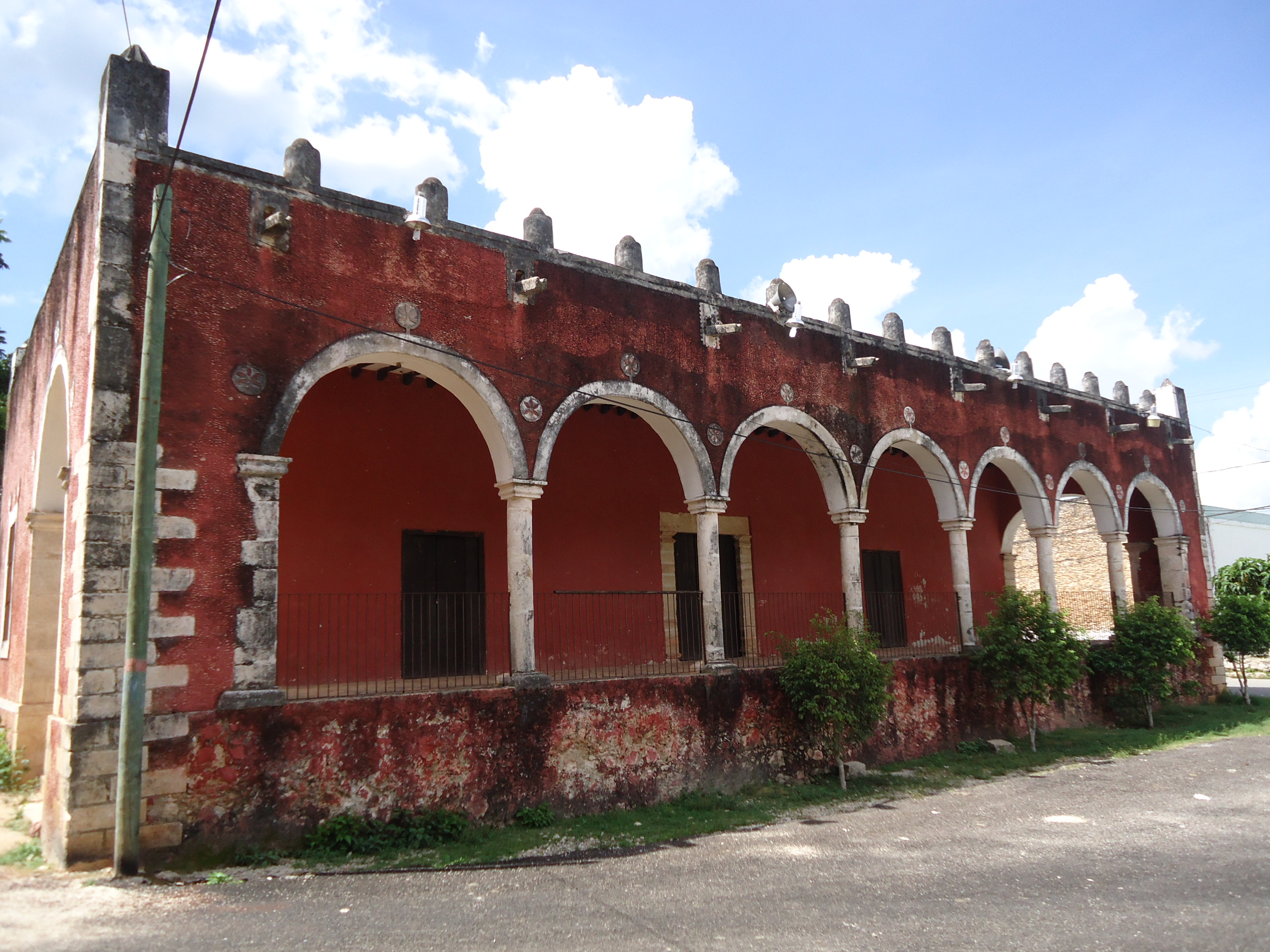
Резиденция в Ичмуле
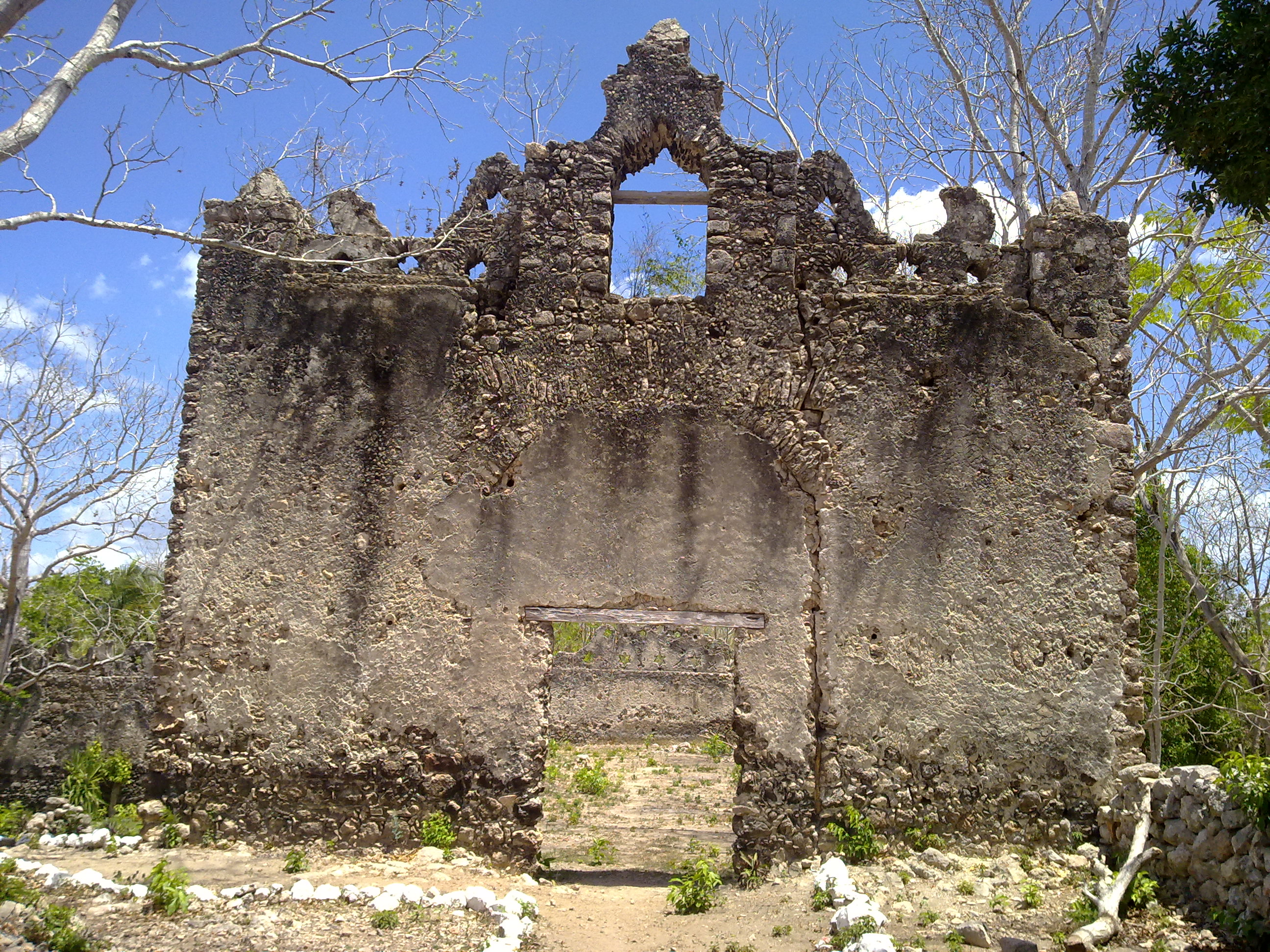
На кладбище в Ичмуле
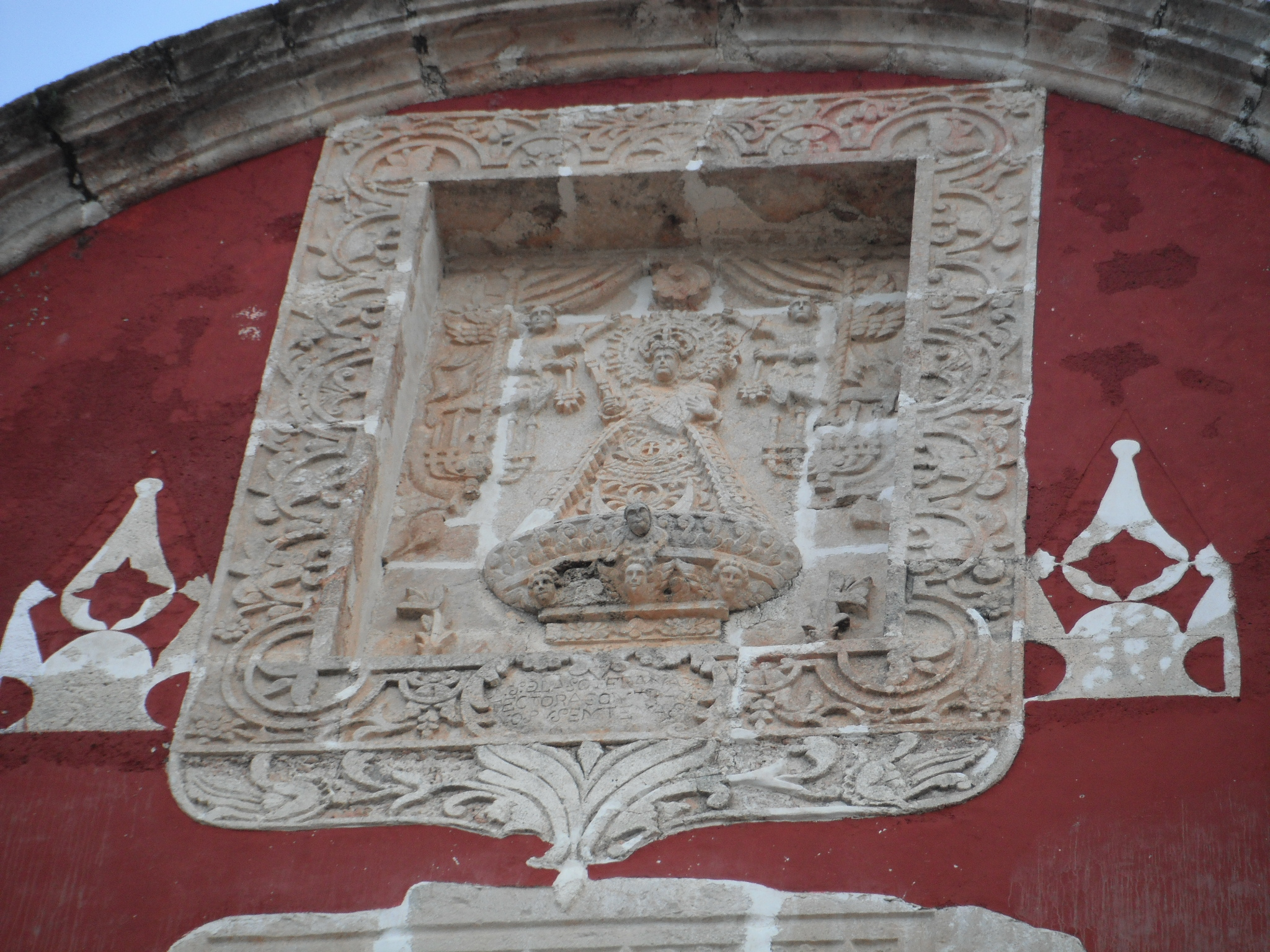
Фреска в Чикинцоноте